# Aspalathus laeta
Aspalathus laeta är en ärtväxtart som beskrevs av Harry Bolus. Aspalathus laeta ingår i släktet Aspalathus och familjen ärtväxter. Inga underarter finns listade i Catalogue of Life.